# 諾斯菲爾德鎮區 (密歇根州)
諾斯菲爾德鎮區（英語：Northfield Township）是位於美國密歇根州沃什特瑙縣的一個行政鎮區。

## 地方資料
諾斯菲爾德鎮區的面積為94.20平方千米，當中陸地面積為92.60平方千米，而水域面積為0.18平方千米。根據2020年美國人口普查的數據，當地共有人口8550人，而人口密度為每平方千米90.76人。